# 乔治·德·梅斯特拉尔
喬治·德·梅斯特拉爾（George de Mestral；1907年6月19日—1990年2月8日），瑞士电器工程师，他发明了尼龙搭扣，并将其命名为维克罗。

## 生平
乔治出生在瑞士洛桑附近的莫尔日河畔圣萨福兰，父亲阿尔伯特·德·梅斯特拉尔（Albert de Mestral）是一名农艺工程师，母亲玛尔特·德·古莫昂（Marthe de Goumoëns）是一名农艺师。德梅斯特拉尔12岁时设计了一架玩具飞机，并申请了专利。他曾就读于洛桑联邦理工学院。1930年毕业后，他在一家工程公司的机械车间工作。他爱好狩獵，有一次打猎回来后发现自己的狗身上粘满了毛刺。于是，从1948年开始，他花了十年时间发明了钩环扣件。1955年，他成功申请了钩扣专利，并最终通过一家价值数百万美元的公司每年销售6000万码（约55000公里）。

### 婚姻
乔治共结过三次婚：1932年与让娜·施奈德（Jeanne Schnyder）结婚，育有两个儿子：亨利（Henri）和弗朗索瓦（François），1949年与莫妮克·潘肖·德·博滕斯（Monique Panchaud de Bottens）结婚（后者曾是占士邦的创作者伊恩·佛萊明的未婚妻），育有一子：查尔斯（Charles），以及海伦·玛丽·戴尔（Helen Mary Dale）。1966年父亲去世后，德·梅斯特拉尔继承了位于莫尔日河畔圣萨福兰的家族宅邸——莫尔日河畔圣萨福兰城堡（梅斯特拉尔城堡）。

### 死亡

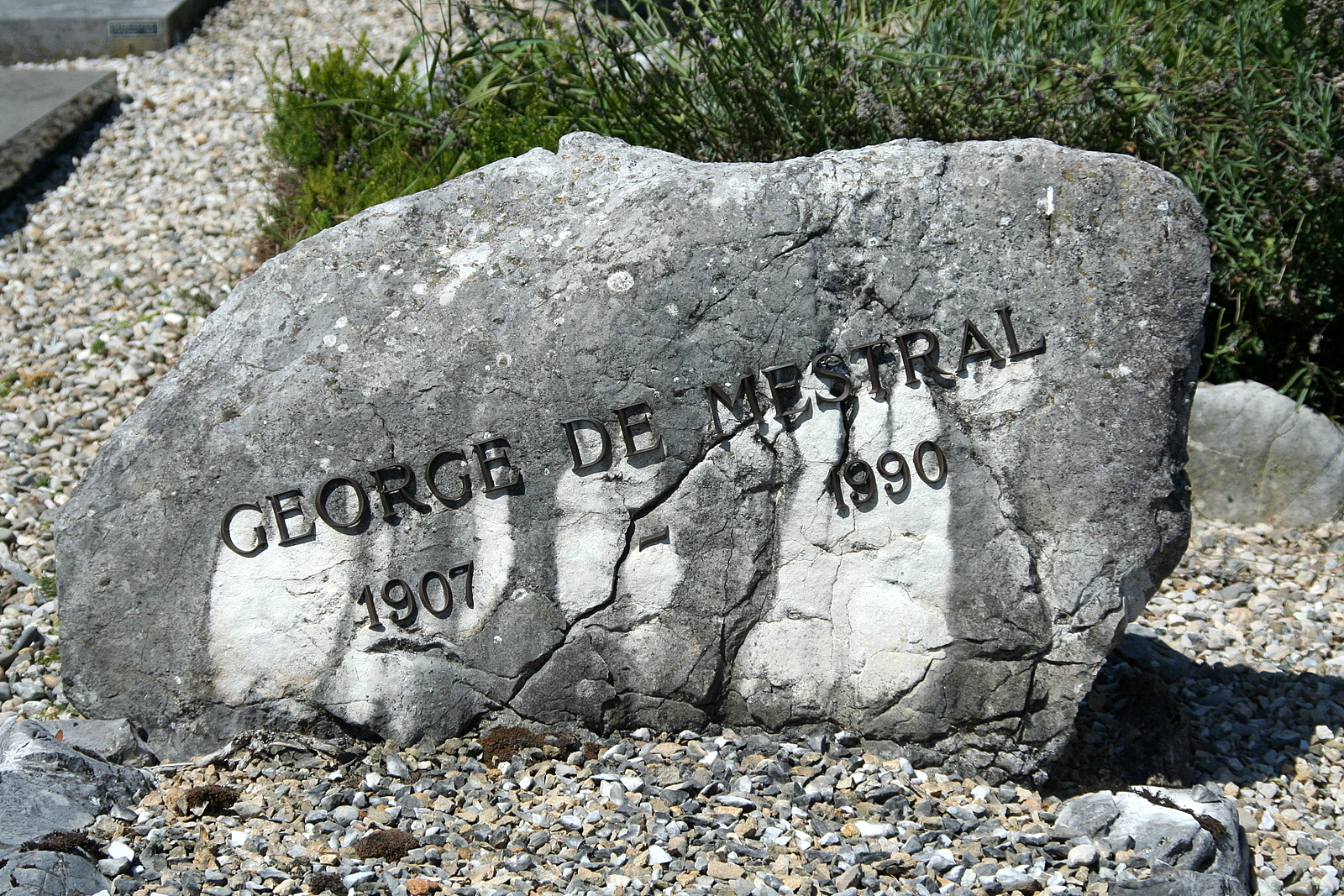
位于科穆尼的乔治坟墓

德·梅斯特拉尔逝世并安葬于瑞士的科穆尼。市政府为纪念他，将一条大道命名为乔治·德·梅斯特拉尔大道（L'avenue George de Mestral）。

## 荣誉与奖项
1999年，他因发明钩环紧固件而入选国家发明家名人堂。
- 他被授予科穆尼 “荣誉资产者 ”称号。
- “沃州工程师和建筑师协会”荣誉会员。
- 法国 “Société d'Encouragement au Progres ”奖章获得者。

## 钩环的发明

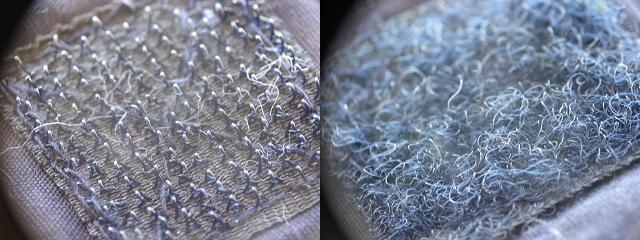
维可牢尼龙搭扣，德·梅斯特拉尔因发明该款产品而出名

1941年，德·梅斯特拉尔带着他的狗在阿尔卑斯山狩猎归来后，首次提出了钩环的概念。取下几颗一直粘在他的衣服和狗毛上的牛蒡毛刺（种子）后，他对钩环的工作原理产生了好奇。他在显微镜下观察了这些牛蒡子，发现它们有数百个“钩子”，可以钩住任何带环的东西，如衣服、动物皮毛或头发。如果他能找到复制钩子和环的方法，就能以一种简单的方式将两种材料可逆地结合在一起。
起初，人们不把他的想法当一回事。他把想法带到了当时的纺织中心里昂，他在那里设法得到了一位纺织工的帮助，这位纺织工制作了两根棉条布，但棉条很快就磨损了，于是德梅斯塔尔转而使用合成纖維。通过反复试验，他最终发现尼龙在高温红外线照射下会形成钩子，非常适合缝制紧固件的钩子面，因此他最终选择了尼龙作为最好的合成纤维。虽然他已经找到了制作钩子的方法，但他还没有找到将这一过程机械化的方法，也没有找到制作线圈面的方法。接下来，他发现尼龙线在编织成环状并经过热处理后，可以保持形状和韧性，但必须在合适的位置切割环状线，以便可以多次固定和松开。在快要放弃的时候，他想到了一个新主意。他买了一把剪子，把钩环的顶端剪掉，这样就制作出了与钩环完全吻合的钩子。
将钩针的编织过程机械化用了八年时间，又花了一年时间来制造织机，以便在编织后对线圈进行修整。总共花了十年时间才创造出有效的机械化流程。1951年，他将自己的想法提交瑞士申请专利，并于1955年获得专利权，随后在德国、瑞士、英国、瑞典、意大利、荷兰、比利时和加拿大开设了商店。1957年，他将业务扩展到美国新罕布什尔州曼徹斯特的纺织中心。
德·梅斯特拉尔给自己的发明和公司取名为维克罗（Velcro），是法语 velours（“天鹅绒”）和 crochet（“钩子”）的混合，他的公司一直在生产和销售这种紧固系统。
然而，钩扣融入纺织业需要时间，部分原因是它的外观。20世纪60年代初，钩扣看起来就像是用剩余的廉价布料做成的，这让布商们很不满意。Velcro®品牌钩扣的第一个显著用途出现在航空航天业，它帮助宇航员穿脱笨重的航天服。后来，滑雪爱好者也发现了类似的优点，即滑雪服更容易穿脱。不久之后，水肺潛水和航海装备也采用了这种设计。